# Garhvi
Garhvi és un riu de Maharashtra.
Neix prop de Chichgarh, al districte de Bhandara i corre al sud durant uns 240 km fins a desaiguar al riu Waiganga després de Seoni, al districte de Chandrapur o Chanda. La llegenda diu que va brotar per les pregàries d'un santó de nom Garga Rishi.